# Sciences de l'éducation
Les sciences de l’éducation et de la formation concernent l’étude de différents aspects de l’éducation et de la formation, et font appel à diverses disciplines : histoire de l'éducation, sociologie de l'éducation, didactique des disciplines, psychologie des apprentissages, pédagogie, ou encore philosophie de l'éducation et formation des adultes. Depuis l'arrêté ministériel du 18 décembre 2018, elles sont officiellement dénommées en France « sciences de l'éducation et de la formation ».

## Définition
À la fin du XIXe siècle en France, on parle initialement de science de l'éducation, puis des sciences de l'éducation. Cette discipline est née dans un contexte politique à la fois général et scolaire, avec les lois sur l'instruction obligatoire et la diffusion de l'école publique. Ainsi, de nombreux auteurs ont proposé leur définition sur cette discipline : 
- Pour Louis Not : la science de l'éducation serait centrée sur la réalité éducative, elle interrogerait les autres sciences pour en synthétiser les résultats sous forme de théorie qui serait à son tour confrontée à la pratique.
- Pour Viviane de Landsheere : distinction entre recherche en éducation qui porterait directement sur l'éducation et la formation et la recherche sur l'éducation qui serait dépendante des différentes disciplines scientifiques, elle serait tributaire des critères de validité des sciences mères. Il s'agit d'élaborer une théorie générale du curriculum conçu comme l'ensemble intégré des activités poursuivant des fins éducatives ou formatives.
- Pour Gaston Mialaret : les sciences de l'éducation sont constituées par l'ensemble des disciplines qui étudient les conditions d'existence, de fonctionnement, et d'évolution des situations et des faits d'éducation. Selon lui, démêler les facteurs qui entrent en jeu requiert le recours à plusieurs disciplines scientifiques : sociologie de l'éducation, histoire, démographie, économie de l'éducation.

## Histoire

### Naissance d'une discipline universitaire
La municipalité de Bordeaux crée le premier cours universitaire de pédagogie dans une Faculté de Lettres, en 1882.
En 1883, Jules Ferry crée un cours de science de l'éducation à la Sorbonne : la première chaire de pédagogie est créée. Elle est notamment occupée par Henri Marion, Ferdinand Buisson ou encore Émile Durkheim. Elle est supprimée en 1917, à la mort de Durkheim.

## Associations et colloques

### L'Association internationale des sciences de l'éducation
La première est l'Association internationale des sciences de l'éducation, qui prend en 1977 le nom d'Association mondiale des sciences de l'éducation (AMSE). Un premier congrès international de l’enseignement universitaire de sciences de l'éducation, se tient à Gand, en septembre 1953. Destiné aux professeurs d'université, il rassemble une centaine de participants, et est organisé par R.L. Plancke, de l'université de cette ville et Richard Verbist. 
Lors de ce premier congrès, le principe de maintenir les échanges entre universitaires du champ de l'éducation est décidé, il s'accompagne de la création d'un « secrétariat international pour l'enseignement universitaire des sciences pédagogiques », basé à Gand, de la création d'une revue et d'une décision de faire un deuxième congrès.
Celui-ci se tient à Florence, en 1957. La décision de créer une association est prise, son nom est trouvé : Association internationale des sciences de l'éducation. Un conseil d'enseignants universitaires représentant 28 pays doit coordonner le projet, et un comité d'action de cinq personnes est nommé, dont font partie Maurice Debesse, R.L. Plancke, M.J. Langeveld, J. Sandven et W.A.C. Stewart. L'association est fondée officiellement au cours du congrès d'Oslo, en 1961. Elle doit notamment « promouvoir la recherche scientifique dans le domaine de l’éducation et de l’enseignement des sciences de l’éducation au niveau universitaire et sur un plan international, par l’édition ou la promotion de publication scientifiques, par l’échange d’informations […] ».  
Les congrès se succèdent : après Oslo, il y a Cambridge (1965), Varsovie (1969), Paris (1973).
Pour connaître l'état des lieux en ce qui concerne l'organisation et les conceptions de l'enseignement pédagogique en Europe occidentale, le congrès de Gand de 1953 demande des rapports à des représentants de dix pays. Maurice Debesse doit établir le rapport pour la situation en France. Il adresse un questionnaire à 17 universités françaises, et les résultats sont publiés dans la revue Éducation nationale. 

### L'Association francophone internationale de recherche en sciences de l'éducation (Afirse)
Une deuxième association francophone est créée durant cette même période, par les chercheurs en « pédagogie expérimentale », l'Association internationale de pédagogie expérimentale de langue française (AIPELF), qui prend en 1976 le nom d'Association francophone internationale de recherche en sciences de l'éducation (Afirse). La première rencontre a lieu à Lyon, en 1953, à l'initiative de Robert Dottrens, professeur de pédagogie expérimentale à l'université de Genève et créateur du laboratoire de pédagogie expérimental de cette université. Un laboratoire de pédagogie expérimentale existe à Lyon, créé par Léon Husson puis dirigé par Richard Delchet, deux personnalités de la société Binet participent à cette rencontre princeps qui réunit huit Français, deux Suisses et deux Belges, notamment Maurice Debesse, Gaston Mialaret, Hélène Gratiot-Alphandéry et d'autres. Le projet de créer une association est prise durant ce colloque, il se concrétise en 1958, sous l'intitulé d'Association internationale de pédagogie expérimentale de langue française, dont le siège est à l'Institut pédagogique national. L'association organise un colloque annuel et un congrès international tous les cinq ans. Une ouverture vers des objets de recherche non directement liés aux disciplines scolaires se fait, avec des recherches en sociologie ou sémiotique. Progressivement, un élargissement à des chercheurs d'autres pays se fait. Au congrès de Paris, en 1962, des universitaires de 14 pays sont présents. Le congrès suivant se tient à Sherbrooke, en 1967, rassemblant moins de 200 participants. Un accent est mis sur la publication des résultats de recherche, avec des articles de revues : Revue belge de pédagogie, courrier de la recherche pédagogique, bulletin de la société Binet, Cahiers de pédagogie expérimentale et de psychologie de l'enfant, et la revue déjà évoquée de Caen. Gaston Mialaret, Maurice Debesse, Jean Château, et Marc-André Bloch, par ailleurs responsable de la section pédagogique de la collection Bibliothèque scientifique internationale (Puf). En 1972, la revue Pour l’Ère nouvelle prend l'intitulé Les Sciences de l’éducation – Pour l’Ère nouvelle et, sous la direction de Gaston Mialaret, devient l'organe officiel de l'AIPELF, l'une des premières revues scientifiques francophones en sciences de l'éducation qui prennent ainsi progressivement leur autonomie à l'égard de la pédagogie, elle le reste jusqu'en 1984.

## En Belgique
La Belgique fait figure de « pionnière dans le développement universitaire des sciences pédagogiques ». Une section pédagogie ouvre à l'université libre de Bruxelles en 1919, suivie d'une école de pédagogie et de psychologie appliquée à l'université de Louvain en 1923 et d'instituts de pédagogie en 1927 au sein des facultés de philosophie et de lettres de Gand et de Liège. Ces instituts doivent être des « centres de recherche et de documentation » et assurer aux étudiants une formation tant scientifique que professionnelle. En 1940, un institut supérieur de pédagogie est créé à Morlanwelz, dans le contexte de la Seconde Guerre mondiale, dont Fernand Hotyat prend la responsabilité, en y créant un centre de travaux,. 
L'Association belge des chercheurs en éducation (ABC-Educ) est créée en 2000 par des enseignants et scientifiques des universités belges francophones. ABC-Educ s’est donné comme mission de promouvoir la recherche en éducation en Belgique francophone, quelle que soit l'appartenance disciplinaire des chercheurs. Elle compte actuellement plus d'une centaine d’affiliés, principalement issus des universités et des hautes écoles, ou cadres du système d’enseignement. Elle co-organise tous les trois ans, depuis 2007, avec l'Association des enseignants-chercheurs en éducation et la Société suisse de recherche en éducation, le congrès international d'actualité de la recherche en éducation et en formation (AREF). 

## En France: création de l'Association des enseignants et chercheurs en sciences de l'éducation (AECSE)
Depuis 1967, les sciences de l'éducation sont une discipline universitaire. Les trois premières chaires sont fondées, par Gaston Mialaret à l'université Caen-Normandie, par Jean Château à l'université de Bordeaux et par Maurice Debesse à la Sorbonne. Maurice Debesse était titulaire depuis 1957 d'une chaire de pédagogie. Les forces sont limitées, du fait de l'absence de titulaires de doctorat dans cette discipline, qui pourraient être nommés aux nouveaux postes. Après la création officielle de la discipline à l'université, Debesse, Château et Mialaret prennent l'initiative d'une rencontre, en 1968, à Bordeaux, réunion à laquelle se joint Jacques Wittwer. L'« amicale » des 4 mousquetaires ainsi initiée s'élargit à de nouveaux acteurs : Michel Debeauvais, et Jean-Claude Filloux. 
En 1969, quatre universités mentionnent des unités d'enseignement qui font directement référence aux sciences de l'éducation : Caen, Paris, Toulouse et Vincennes. Gaston Mialaret appelle à une rencontre un an après la rencontre princeps de Bordeaux, elle se déroule le 19 avril 1969 à la Sorbonne et concerne les professeurs d'université de la discipline, comme l'indique le compte rendu, qui évoque l'« amicale des professeurs de sciences de l'éducation ». À l'issue de la réunion, les participants envisagent la création d'une association, en créant des statuts. Un conseil provisoire est mis en place, composé de Maurice Debesse, Jean-Claude Filloux, Gaston Mialaret et Jacques Wittwer. Une réunion prévue le 12 décembre 1970 doit permettre une réunion de l'amicale des enseignants de sciences de l'éducation. L'ordre du jour proposé prévoit « l'élection d'un bureau de l'Amicale », qui n'a pas lieu, et « un projet de congrès international de sciences de l'éducation, à Paris, en 1973 ». Une nouvelle réunion est convoquée en avril 1971, avec à l'ordre du jour, la réorganisation du cursus universitaire et les débouchés. La constitution légale de l'association est à nouveau à l'ordre du jour de la journée du 18 décembre, un groupe est chargé de préparer des statuts dans cette perspective. Il s'agit d'un regroupement professionnel, ainsi que d'un groupe se préoccupant des carrières, la mention de la recherche en sciences de l'éducation n'apparaît pas alors. Le collectif joue un rôle socialisateur et structurant pour ce milieu professionnel émergent, dont les membres sont régulièrement reçus au ministère de l'Éducation nationale. Un conseil d'administration, qui représente les universités et institutions concernées par l'enseignement des sciences de l'éducation  est établi en décembre 1971, une assemblée constituante est convoquée en janvier 1972, pour adopter les statuts, et désigne Michel Debeauvais, qui s'est occupé des statuts, comme président, et trois vice-présidents, Jacques Wittwer, Jean Vial et Raymond Lallez. l'association compte une soixantaine de membres en 1973.
L'association s'occupe de l'organisation des études et des enseignements de cette discipline récente ou de la formation continue institutionnalisée par l'accord du 9 juillet 1970. L'association élabore un projet de DEUG de sciences de l'éducation, soumis au ministère en mars 1973. Des journées d'étude thématiques sont organisées, en lien des questions qui concernent la recherche, sur le plan scientifique mais aussi les activités de recherche.
Elle entretient des liens avec l’Association internationale des sciences de l'éducation, dont elle organise le 6e congrès à Paris, en 1973, sous la direction de Gaston Mialaret, à l'université Paris-Dauphine. L'AECSE, présidée en 2018 par Cédric Frétigné et Thérèse Perez-Roux, participe aux activités de valorisation de la recherche en sciences de l'éducation en France menées par le HCERES.
En 2017, les sciences de l'éducation fêtent leurs 50 ans d'existence dans l'université française. Deux colloques sont organisés pour marquer l'évènement : un a lieu à Caen, organisé par l'AECSE et par le CIRNEF. L'autre a lieu à Toulouse, organisé par l'EFTS. 

## Revues de sciences de l'éducation
Outre la revue Les Sciences de l'éducation - pour l'ère nouvelle déjà citée, la même année que les sciences de l'éducation dans l'université française. La Revue internationale d'éducation, portée à sa création par le Centre international d'études pédagogiques de Sèvres, la revue Pratiques/analyses de formation créée par le service d'éducation permanente de l'université Paris 8. La Revue des sciences de l'éducation est créée en 1974 au Canada. L'Afirse (Association francophone internationale de recherche scientifique en éducation) publie L'année de la recherche en sciences de l'éducation. Les chercheurs d'approche sociologique créent la revue Éducation et société en 1998. Les réseaux de formation d'adultes ont la revue Éducation permanente et les Cahiers du CUEEP. En 2006 est créée la revue Recherches en éducation. Le champ de l'éducation familiale ont la Revue internationale de l'éducation familiale. Deux revues en philosophie de l'éducation : Le Télémaque et Penser l'éducation, enfin une revue dans le champ de l'enseignement spécialisé, la Nouvelle revue de l'AIS Adaptation, intégration scolaire et éducation La revue Histoire de l'éducation, publiée par l'Institut français de l'éducation publie des articles d'historiens appartenant à la discipline histoire tout autant qu'aux sciences de l'éducation. 
- L'AECSE[38] (Association des enseignants et chercheurs en sciences de l'éducation) recense une trentaine de revues francophones de recherche en sciences de l'éducation, dirigées par un enseignant-chercheur en sciences de l'éducation. Cette liste a été établie grâce à un questionnaire envoyé aux responsables de revues en 2010. Elle est actualisée en mars 2013.

- Le HCERES propose une liste de revues françaises et internationales de sciences de l'éducation, actualisée pour la dernière fois en 2016[39].

- Les revues internationales sont répertoriées sur le site du programme ERIH[40] de la Fondation européenne de la science[41].

- Le service Veille et analyse[42] de l'Institut français de l'éducation suit la parution d'une centaine de revues francophones et propose des liens vers leur sommaire.